# Восток (Астраханская область)
Восто́к — село в Енотаевском районе Астраханской области, административный центр и единственный населённый пункт муниципального образования «Восточинский сельсовет».

## География
Село Восток расположено на правом, нагорном, берегу Енотаевки - протока Волги в 19 километрах к югу от села Енотаевка (районный центр). С запада село обходит федеральная автодорога "Каспий". Автодорогой с щебёночным покрытием село связно с посёлком Бергин Юстинского района Калмыкии.

## История
Восток - самое молодое село Енотаевского района - основано в 1921 году. Основателем села считают Дорохова Ивана Тимофеевича.  В 1927 году была открыта школа. В 1929 году был основан колхоз имени Димитрова. В 1952 году был построен первый Дом культуры. В 1959 году был основан совхоз «Енотаевский», объединивший жителей двух сел: Владимировки и Востока. С 1975 году совхоз  «Енотаевский» стал базироваться только в селе Восток. В ноябре 1976 года был введен в эксплуатацию детский сад «Колокольчик». В 1996 году  совхоз «Енотаевский» реорганизовался в ТОО «Восток».

## Население
| 2002  | 2010  | 2012  | 2013  | 2014  | 2015  | 2016  |
| ----- | ----- | ----- | ----- | ----- | ----- | ----- |
| 1153  | ↗1276 | ↘1275 | ↘1267 | ↗1273 | ↘1261 | ↘1251 |
| 2017  | 2018  | 2019  | 2020  | 2021  |       |       |
| ↗1257 | ↘1238 | ↘1207 | ↘1201 | ↘836  |       |       |

## Учреждения села
- Врачебная амбулатория
- Мечеть
- МОУ СОШ села Восток
- Муниципальное казенное учреждение культуры "Надежда"
- Отделение почтовой связи

## Экономика
Основные отрасли экономики: сельское хозяйство. Промышленности на территории села нет, разработанных минерально-сырьевых источников нет.